# Arthur Titius

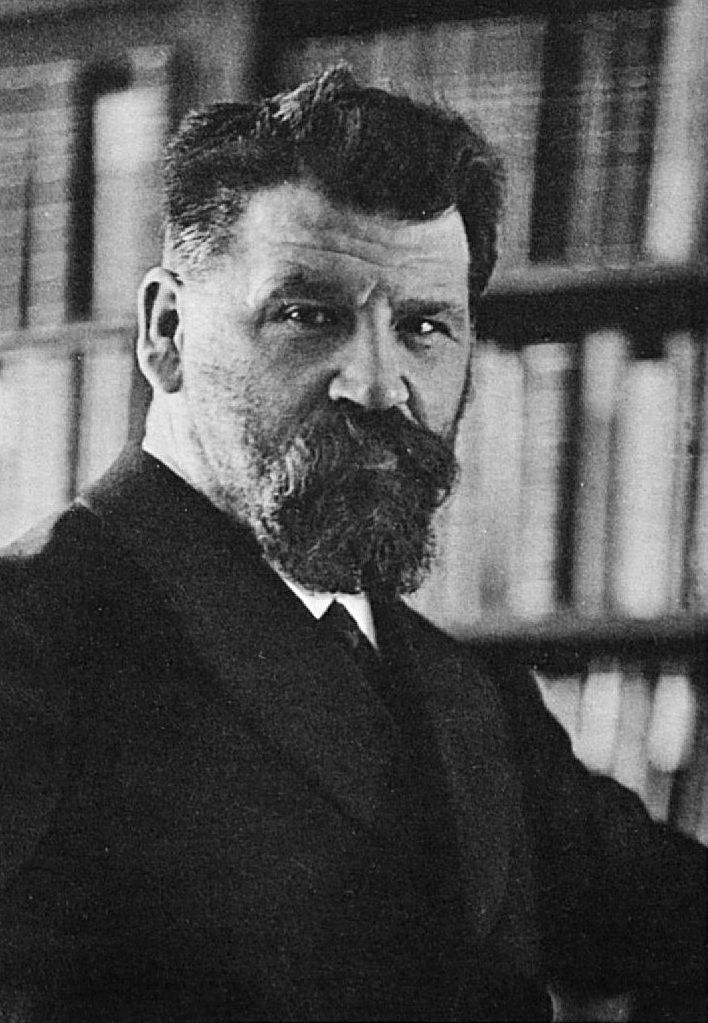
Arthur Titius

Arthur Titius (* 28. Juli 1864 in Sensburg, Masuren; † 7. September 1936 in Berlin) war ein deutscher evangelischer Theologe.

## Biographie
Titius stammte aus einer bürgerlichen Familie in Sendsberg bei Königsberg und studierte dort nach seinem Schulabschluss vier Semester Evangelische Theologie und Philosophie, bis er 1885 zum Studium nach Berlin wechselte. Dort trat er in Kontakt mit den Theologen Julius Kaftan und Bernhard Weiß, die seinen weiteren Weg deutlich beeinflussten. Nach seiner Promotion im Jahr 1890 und seiner Habilitation ein Jahr später war er zunächst von 1895 bis 1900 außerordentlicher Professor für Neues Testament an der Universität Kiel, ab 1900 dann auf einem systematischen Lehrstuhl, wo er eng mit Otto Baumgarten zusammenarbeitete. 1906 wurde er auf einen systematischen Lehrstuhl an die Fakultät in Göttingen berufen. Ab 1921 war er Lehrstuhlinhaber an der Universität Berlin, bis er 1934 aus dem Amt schied. Er war verheiratet mit Emma Brandstetter, die Ehe blieb kinderlos.
Titius war von 1910 bis 1921 Herausgeber der Theologischen Literaturzeitung, wechselte später aus der Funktion des Herausgebers in den weiteren Kreis der Herausgeberschaft. Nach der ökumenischen Versammlung in Stockholm im Jahr 1925 wurde er einer der Herausgeber der internationalen sozialwissenschaftlichen Zeitschrift Stockholm. Mit Georg Wobbermin begründete er die Zeitschrift Studien zur systematischen Theologie, die bei Vandenhoeck & Ruprecht in Göttingen verlegt wurde.

## Theologie
In den neunziger Jahren des 19. Jahrhunderts engagierte er sich stark im Evangelisch-sozialen Kongress auf der Seite der „Jungen“. Mit Adolf Stoeckers Austritt aus dem ESK verließ die konservative Richtung diese sozialpolitisch aktive Organisation. Trotz kaiserlicher Kritik an „politischen Pastoren“ und einer Warnung des Evangelischen Oberkirchenrates vor sozialpolitischen Aktivitäten der Geistlichen hielt Titius an seiner Mitarbeit fest. Mit Friedrich Naumann gehörte er zu den Gründungsmitgliedern des National-sozialen Vereins, der noch direktere politische Wirksamkeit anstrebte. Allerdings trennten sich ihre Wege, als Naumann immer stärker auf eine christliche Begründung seiner sozialpolitischen Auffassungen verzichtete. Titius dagegen bearbeitete in einem umfassenden neutestamentlichen Werk den Begriff der Seligkeit, um daraus den Schluss zu ziehen, dass es über eine zeitgemäße Interpretation dieses Begriffes gelingen könne, Intellektuelle und Arbeiterschaft neu an den christlichen Glauben heranzuführen.

## Politische Einstellung und ökumenisches Wirken
Obwohl Titius durchaus national eingestellt war, schlug er während des Ersten Weltkriegs sehr bald im Kontrast zum damaligen Mainstream kritische und versöhnliche Töne an. Im Spätsommer 1917 kam er zu einem harschen Urteil über den Krieg, der in Deutschland auch als Bußruf wider das Sedanlächeln verstanden werden müsse. Nach dem Krieg und dem Zusammenbruch von Kaiserreich und Summepiskopat kämpfte Titius für eine demokratische Erneuerung der Kirche, für die er schlimmstenfalls auch eine Kirchenspaltung in Kauf nehmen würde. Um politische Wirksamkeit zu entfalten, gründete er den Volkskirchenbund, der zumindest im Gründungsjahr zu einer evangelischen Massenbewegung wurde und die Verhandlungen über die Verfassungsartikel, die die kirchlichen Angelegenheiten betrafen, beeinflusst hat.
Auf dem ersten Deutschen Evangelischen Kirchentag war er einer der beiden Hauptredner und nutzte diese Gelegenheit, um mit dem Krieg und aller rückwärtsgewandten Verherrlichung militärischer Größe abzurechnen und für Abrüstung, Versöhnung und den Beitritt zum Völkerbund einzutreten, wofür er von etlichen Teilnehmern niedergezischt wurde. Dennoch wurde er Mitglied des Deutschen Evangelischen Kirchenausschusses, des Gremiums, das den Protestantismus gegenüber dem Reich und dem Ausland vertrat und das trotz der großen Zahl eigenständiger Landeskirchen ein gewisses Maß an Gleichklang herzustellen versuchte.
In der Mitarbeit in der sich anbahnenden ökumenischen Zusammenarbeit sah er eine Möglichkeit, die staatlichen Bemühungen um einen friedlichen Interessenausgleich zwischen den Völkern durch eine kirchliche Kooperation zwischen den Konfessionen zu unterstützen. Darum arbeitete er schon sehr früh und entschlossen in der ökumenischen Bewegung mit, als sich die meisten Kirchenführer noch sehr zögerlich zeigten. Leidenschaftlich setzte er sich 1925 auf der Stockholmer Konferenz für ein internationales sozialwissenschaftliches Institut als permanente Einrichtung der ökumenischen Bewegung und für die Zeitschrift Stockholm ein, die dem Austausch sozialpolitischer Ideen dienen sollte. In seiner Mitarbeit in der Bewegung für Glauben und Kirchenverfassung mahnte er, die Bekenntnistraditionen der einzelnen Kirchen zu achten. Die Einheit müsse geglaubt und im gemeinsamen Hören des Wortes Gottes erlebt werden.
Mit dem Nationalsozialismus und Vertretern des Deutschen Glaubens setzte er sich Anfang der dreißiger Jahre sehr kritisch auseinander. Im Nationalsozialismus bzw. ihm nahestehenden theologischen Entwürfen sieht Titius den Begriff des Volkstums zum Gottesbegriff stilisiert, der biblische Christus werde durch eine heldische arische Erlösergestalt ersetzt und das Christentum für Partei und Staatszwecke instrumentalisiert. Er erwartete verheerende Folgen, wenn der Faschismus, wie er den Nationalsozialismus ausdrücklich benennt, zum Gestaltungsprinzip des Staates würde. Bei der Konferenz des Ökumenischen Rates für Praktisches Christentum auf der dänischen Insel Fanö verteidigte Titius aber die Situation in Deutschland gegenüber den Anfragen aus dem Ausland bzw. der aus deutschen Reihen vorgetragenen Kritik. Im weiteren Verlauf des Jahres versuchte Titius den deutschen Kirchenkonflikt durch ein Treffen mit Vertretern der Hauptrichtungen vor allem aus den Arbeitsorganisationen zu überwinden. Allerdings blieb dieser Versuch ohne Erfolg. Nach dem Herbst 1934 wird auch seine theologische Position allmählich aufgeweicht. In den Schriften, die noch bis zu seinem Tod erscheinen, kommt er schließlich 1935 zu der Auffassung, dass die Rasse für alles geschichtliche und geistige Leben von erheblicher Bedeutung sei, eine Auffassung, die er 1933 und 1934 noch abgelehnt hatte.
Trotz der problematischen Wendung gegen Ende seines Lebens bleibt festzuhalten, dass Titius zu den bedeutenden Gestalten der liberalprotestantischen Theologie im frühen 20. Jahrhundert zählt. An entscheidenden Wegmarken des theologischen und auch der politischen Entwicklung in Deutschland zwischen 1895 und 1936 wirkte er gestaltend und orientierend mit. Für sein herausragendes Engagement in der Ökumenischen Bewegung wurde er auch außerhalb Deutschlands geschätzt.

## Werke
- Luther’s Grundanschauung vom Sittlichen verglichen mit der Kantischen. In: Vorträge der theologischen Konferenz zu Kiel. Kiel 1899
- Die neutestamentliche Lehre von der Seligkeit und ihre Bedeutung für die Gegenwart. Erster Theil: Jesu Lehre vom Reiche Gottes, Freiburg i. B., Leipzig 1895
- Die neutestamentliche Lehre von der Seligkeit und ihre Bedeutung für die Gegenwart. Der geschichtlichen Darstellung zweite Abtheilung: Der Paulinismus unter dem Gesichtspunkt der Seligkeit, Tübingen, Freiburg i. B., Leipzig 1900
- Die neutestamentliche Lehre von der Seligkeit und ihre Bedeutung für die Gegenwart. Der geschichtlichen Darstellung dritte Abtheilung: Die johanneische Anschauung unter dem Gesichtspunkt der Seligkeit Tübingen, Freiburg i. B., Leipzig 1900
- Die neutestamentliche Lehre von der Seligkeit und ihre Bedeutung für die Gegenwart. der geschichtlichen Darstellung vierte (Schluß) Abtheilung: Die vulgäre Anschauung von der Seligkeit im Urchristentum. Ihre Entwicklung bis zum Übergang in katholische Formen, Tübingen, Freiburg i. B., Leipzig 1900
- Zur Dogmatik der Gegenwart, in: Theologische Rundschau, 10. Jg. ,1907, S. 365–379; 399–411; 447–469
- Dogmatische Probleme der Gegenwart I, in: Theologische Rundschau, XIII. Jg., 1910, S. 77–94.
- Der Ursprung des Gottesglaubens, in: Zeitschrift für Theologie und Kirche, 23. Jg., 1913
- Albrecht Ritschl und die Gegenwart, in: Theologische Studien und Kritiken. Eine Zeitschrift für das gesamte Gebiet der Theologie, 86. Jg., 1913, 1. Heft
- Recht und Schranken des Evolutionismus in der Ethik, in: Fünfter Weltkongress für freies Christentum und religiösen Fortschritt vorm 5.- 9. August 1910 in Berlin, Berlin 1911
- Naturwissenschaft und Ethik. Festrede zur Jahresfeier der Universität am 28. Juni 1916, Göttingen 1916
- Der gegenwärtige Stand der christlich sozialen Bewegung, in: Die Wahrheit, 6. Jg., Stuttgart 1896
- Unser Krieg. Ethische Betrachtungen, in: Religionsgeschichtliche Volksbücher, V. Reihe, H. 17/18, Tübingen 1915
- England und wir, in: Die Hilfe, 21. Jg., Berlin 1915
- Die gegenwärtige Krise von Kultur und Christentum, in: Verhandlungen des 26. Evangelisch sozialen Kongresses in Berlin vom 11. und 12. April 1917, Göttingen 1917
- Was erwarten wir von der kirchlichen Rechten?, in: Rolffs, Meyer (Hrsg.) Die Zukunftsaufgaben der evangelischen Kirchen in Niedersachsen, Hannover 1918.
- Volkskirchenbund, in: Christliche Welt, 32. Jg., 1918
- Über den Zusammenschluß der evangelischen Landeskirchen, in: F. Thimme (Hrsg.), Revolution und Kirche. Zur Verordnung des Kirchenwesens im deutschen Volksstaat, Berlin 1919
- Evangelisches Christentum als Kulturfaktor, in: DEKA (Hrsg.), Verhandlungen des DEKT 1919 in Dresden, 5. September 1919, Berlin o. J.
- Zur Volkskirchenbewegung, in: Das evangelische Deutschland. Zentralorgan für die Einigungsbestrebungen im deutschen Protestantismus, 4. Jg., März 1920
- Die preußische Kirchenpolitik, in: Frankfurter Zeitung, 64. Jg., Nr. 933 vom 14. Dezember 1919
- Der Bund deutscher evangelischer Landeskirchen, in: Der Türmer, 24. Jg., 1921
- Evangelisches Ehe- und Familienleben und seine Bedeutung in der Gegenwart, in: Deutscher Evangelischer Kirchenausschuß (Hrsg.), Verhandlungen des ersten Deutschen Evangelischen Kirchentages 1924 in Bethel Bielefeld, Berlin o. J.
- Die soziale Erneuerung der Menschheit als Aufgabe des Christentums, in: Die Eiche, 14. Jg., 1926 , H. 3
- Der angelsächsische Aktivismus und Luther, in: Christliche Welt, 40. Jg., Nr. 14, 1926
- Erziehung zur brüderlichen Gesinnung in eigenen Volke, in: A. Deißmann, Die Stockholmer Weltkirchenkonferenz. Vorgeschichte, Dienst und Arbeit der Weltkonferenz für Praktisches Christentum 19. 30. August 1925. Amtlicher Deutscher Bericht im Auftrage des Fortsetzungs-Ausschusses, Berlin 1926
- Julius Kaftan, in: Zeitschrift für Theologie und Kirche, N.F. 8, Tübingen 1927, H. 1
- Zur Abrüstungsfrage, in: Die Eiche, 16. Jg., Nr. 3, 1928
- Zur Abrüstungsfrage, in: Das Evangelische Deutschland. Kirchliche Rundschau für das Gesamtgebiet des Deutschen Evangelischen Kirchenbundes, 5. Jg., 1928
- Die Fragestellung der ökumenischen Christenheit an Politik, Wirtschaft und Volksleben, in: Stockholm. Internationale sozial-kirchliche Zeitschrift, 1. Jg., 1929
- Gibt es religiösen Instinkt?, in: Zeitschrift für Theologie und Kirche, N.F. 10, Göttingen 1929, H. 5
- Der politische Friede und die Weihnachtsbotschaft, in: Die Hilfe, 35. Jg., 1929
- Die kirchlich ökumenische Aufgabe und ihre theologischen Probleme, in: Stockholm. Internationale sozial kirchliche Zeitschrift, 4. Jg., 1931
- Erzbischof D. Söderblom, in: Das Evangelische Deutschland. Kirchliche Rundschau für das Gesamtgebiet des Deutschen Evangelischen Kirchenbundes, 8. Jg., 1931
- Die Ehenot im kirchlichen Urteil, in: Das Evangelische Deutschland. Kirchliche Rundschau für das Gesamtgebiet des Deutschen Evangelischen Kirchenbundes, 8. Jg., 1931
- Konfession und Konfessionskunde, Zeitschrift für Theologie und Kirche, N.F. 12, Tübingen 1931, H. 4/5
- Stellungnahme, in: L. Klotz (Hrsg.), Die Kirche und das dritte Reich, Bd. II
- Zur Rassenfrage, in: Christliche Welt, Nr. 9, 5. Mai 1934, 48. Jg., 1934
- Die Anfänge der Religion bei Ariern und Israeliten, in: Studien zur systematischen Theologie, hrsg. von A. Titius und G. Wobbermin, H. 16, Göttingen 1934
- Zur Problematik der religiösen Weltanschauung, Zeitschrift für Theologie und Kirche, N. F. 15, 1934, H. 4
- Die Bedeutung der Naturauffassung für die Gestaltung der Religion, Zeitschrift für Theologie und Kirche, N. F. 17, 1936, H. 2
- Die Begründung der Glaubensgewißheit, in: Das Evangelische Deutschland. Kirchliche Rundschau für das Gesamtgebiet der Deutschen Evangelischen Kirche, 13. Jg.,1936
- Beiträge zur Religionsphilosophie. Aus dem Nachlaß herausgegeben von Lic. Marie Horstmeier, Göttingen 1937
- Religion und Naturwissenschaft. Eine Antwort auf Professor Ladenburg. Tübingen 1904
- Religion in Geschichte und Gegenwart, protestantisches Lexikon (1909ff.)
- Natur und Gott. Ein Versuch einer Verständigung zwischen Naturwissenschaft und Theologie. Göttingen 1926